# جون أودونيل (ملحن)
جون أودونيل (بالإنجليزية: John O'Donnell)‏ هو ملحن ومنتج أسطوانات وصحفي أسترالي، ولد في 1962.

## وصلات خارجية
- جون أودونيل على موقع ميوزك برينز (الإنجليزية)